# امیلی شنکس

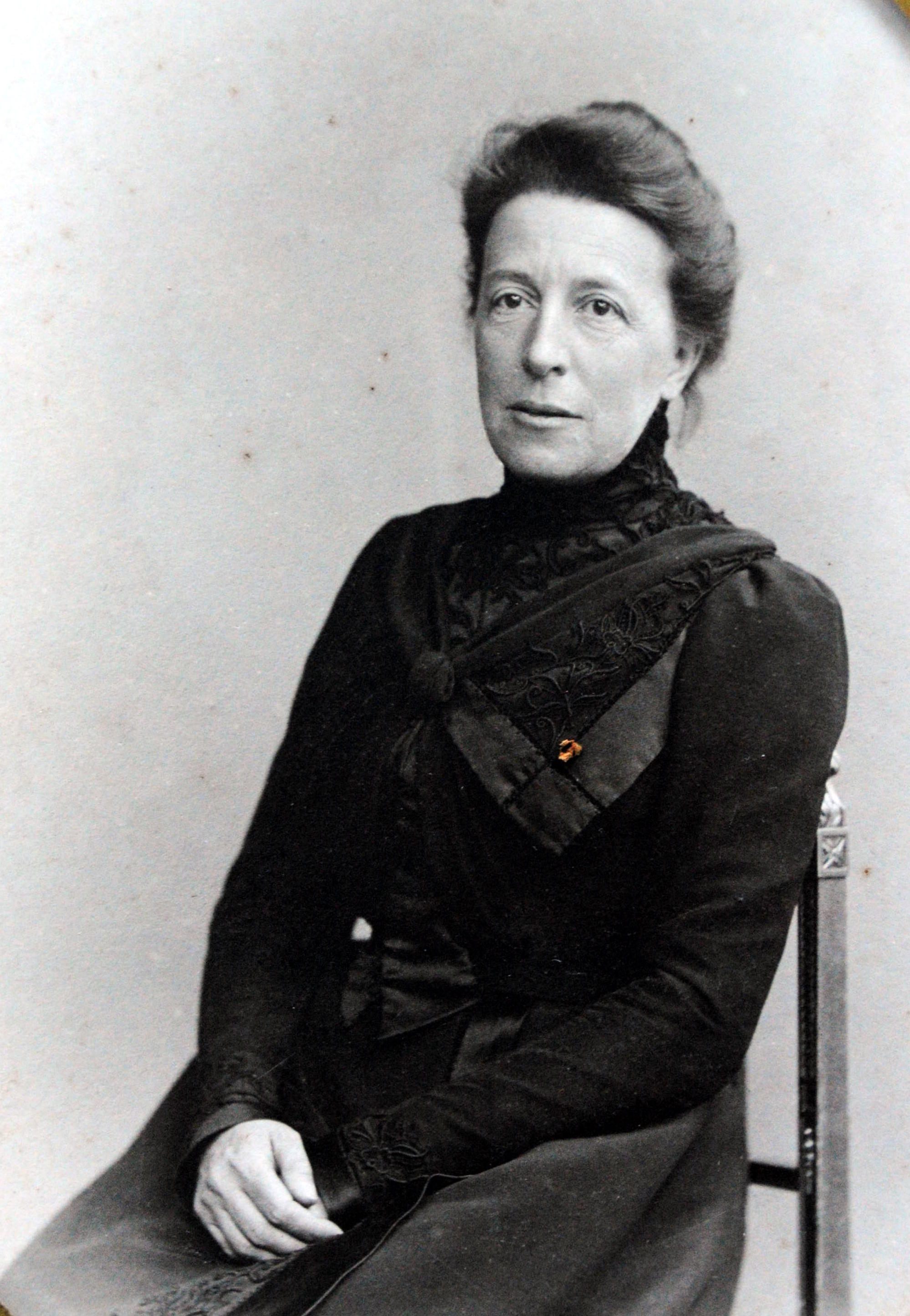
امیلی شنکس

امیلی شنکس با نام اصلی امیلیا یاکوفلوا شنکس (به روسی: Эми́лия Я́ковлевна Шанкс - یکم اوت ۱۸۵۷، در مسکو - ۱۳ ژانویه ۱۹۳۶، در لندن)، یک نقاش انگلیسی بود که در مسکو زندگی می‌کرد. او نخستین زنی بود که برای انجمن نمایشگاهی هنری بنام پرودرژنیکی انتخاب شد.

## زندگی
امیلی شانکس در مسکو متولد شد، وی دختر دوم جیمز استوارت شنکس تاجر و مری لوئیزا شیلینگ بود. جیمز در سال ۱۸۵۲ وارد مسکو شد و در آنجا با شریکش هنریک کنراد بولین سوئدی فروشگاه انگلیسی شنکس و بولین را تأسیس کرد. این فروشگاه از نظر مالی موفقیت‌آمیز بود و خانواده شنکس با زندگی راحتی که در مقصد جدیدشان داشتند برای دخترانشان فرصت و زمان لازم را برای تعامل با روشنفکران مسکو فراهم کردند.
خواهر بزرگتر امیلی، لوئیز شنکس، با آیلمر مائود مترجم انگلیسی آثار تولسوی ازدواج کرد و رمان‌های تولستوی را به انگلیسی ترجمه کرد. این ترجمه‌ها توسط انتشارات دانشگاه آکسفورد منتشر شده و جزو بهترین ترجمه‌های روزگار خود محسوب می‌شدند. خواهر کوچکتر امیلی مری دوست اولین دختر تولستوی تاتیانا بود. دفترچه‌های ملاقات مربوط به آن سالها نشان می‌دهد که مری و امیلی هردو جزو ملاقات کنندگان خانهٔ خانوادهٔ تولستوی بوده‌اند.
امیلی حدود سال ۱۸۸۲ تحصیلات خود را در مدرسه نقاشی، مجسمه‌سازی و معماری مسکو آغاز کرد و در آنجا به وسیله اعضای برجسته پردویژینسکی از جمله واسیلی پولنوف، ولادیمیر ماکوفسکی و ایلاریون پریانیشنیکوف راهنمایی شد. در سال ۱۸۹۰ به خاطر نقاشی اش به نام خواندن یک نامه، توسط مدرسه نقاشی، مجسمه‌سازی و معماری مسکو «یک مدال بزرگ نقره» به او اهدا شد. او در آن سال با لقب «هنرمند» فارغ‌التحصیل شد.

## حلقه پرودویژینسکی و پولنوف
شنکس با نقاش و طراح روسی یلنا پولنووا و برادرش واسیلی پولنوف دوستی برقرار کرد. امیلی و خواهرش مری به‌طور مرتب با پولنوف‌ها نقاشی می‌کردند، این امر به ویژه در نامه‌های پولنوف از زمستان ۱۸۹۱–۱۸۹۲ مستند شده‌است. در سال ۱۸۹۱، نقاشی امیلی به نام(برادر بزرگتر) یا (Старший брат) توسط نمایشگاه پرودویژینسکی پذیرفته شد. در ۷ مارس ۱۸۹۱ واسیلی پولنوف به همسرش ناتالیا پولنوف نوشت که این نقاشی توجه تزارینا الکساندرا فئودورونا را جلب کرده‌است که به آن ابراز علاقه کرده بود.
در سال ۱۸۹۲ نقاشی شنکس به نام دختر جدید مدرسه توسط پرودویژینسکی برای نمایش پذیرفته شد. این نقاشی توسط ایلیا رپین مورد تحسین قرار گرفت و متعاقباً به پاول ترتیاکوف فروخته شد و هنوز هم متعلق به گالری ترتیاکوف است. در سال ۱۸۹۴ به دلیل نقاشی اش به نام رد دوات به عضویت آکادمی پرودویژینسکی انتخاب شد. او اولین زنی شد که به عنوان یک عضو ثابت در این مؤسسه انتخاب شد.

## تبعید از روسیه
در آغاز جنگ بزرگ امیلی و اکثر افراد خانواده شنکس به لندن بازگشتند. در دوران انقلاب روسیه تجارت و خانه خانوادگی از بین رفت. در سالهای ۱۹۱۶ و ۱۹۱۸ او آثار خود را در نمایشگاه تابستانی در آکادمی رویال هنر به نمایش گذاشت. دو نقاشی به نام‌های: ۱۹۱۶ کمی از مسکو و ۱۹۱۸ مسکوی مسالمت آمیز. شنکس در ۱۳ ژانویه ۱۹۳۶ به سن ۷۸ سالگی در هلند رود، کنزینگتون درگذشت.

## نقاشی

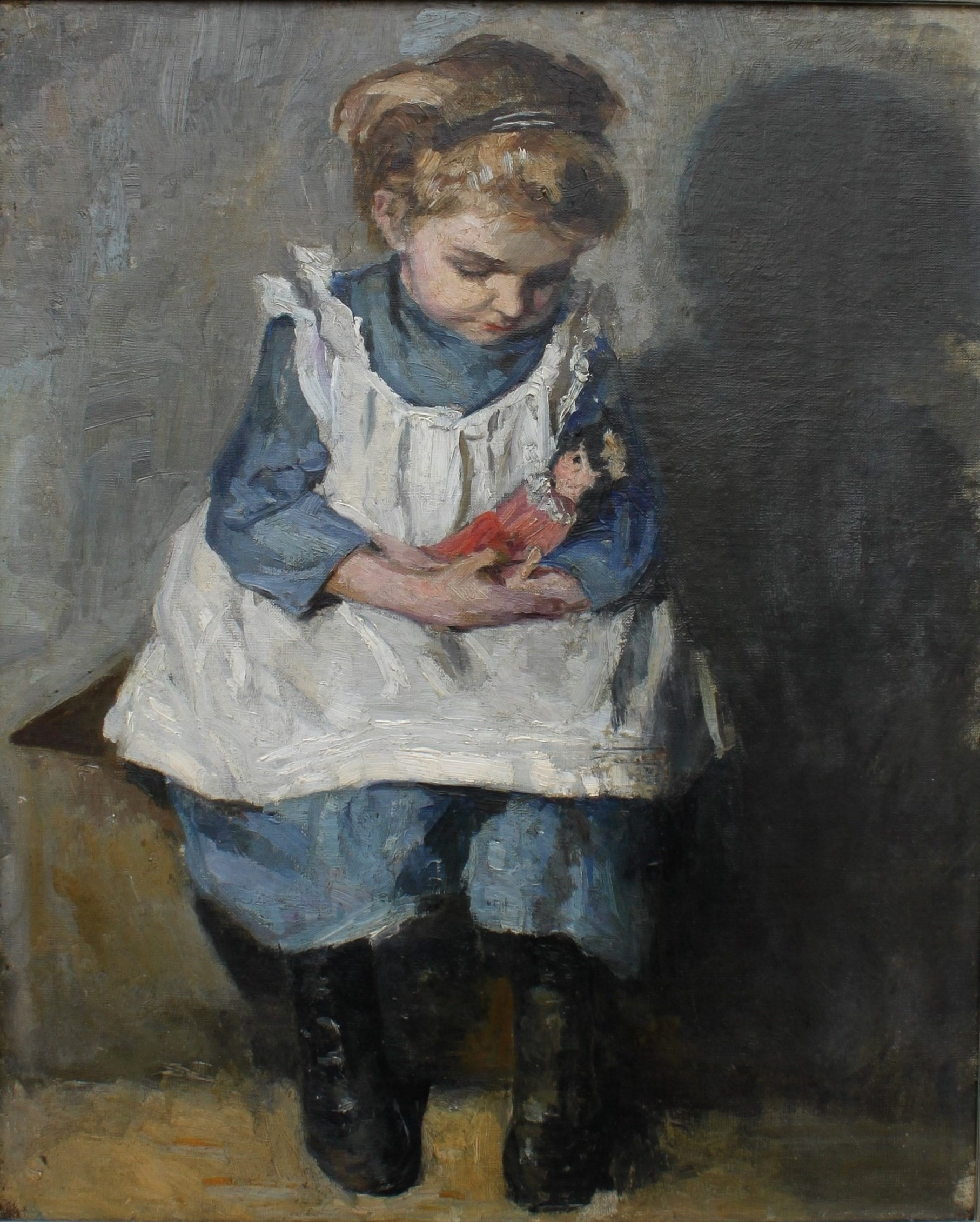
پرستار بچه (تقریباً ۱۹۰۰) ، رنگ روغن روی بوم - مجموعه خصوصی
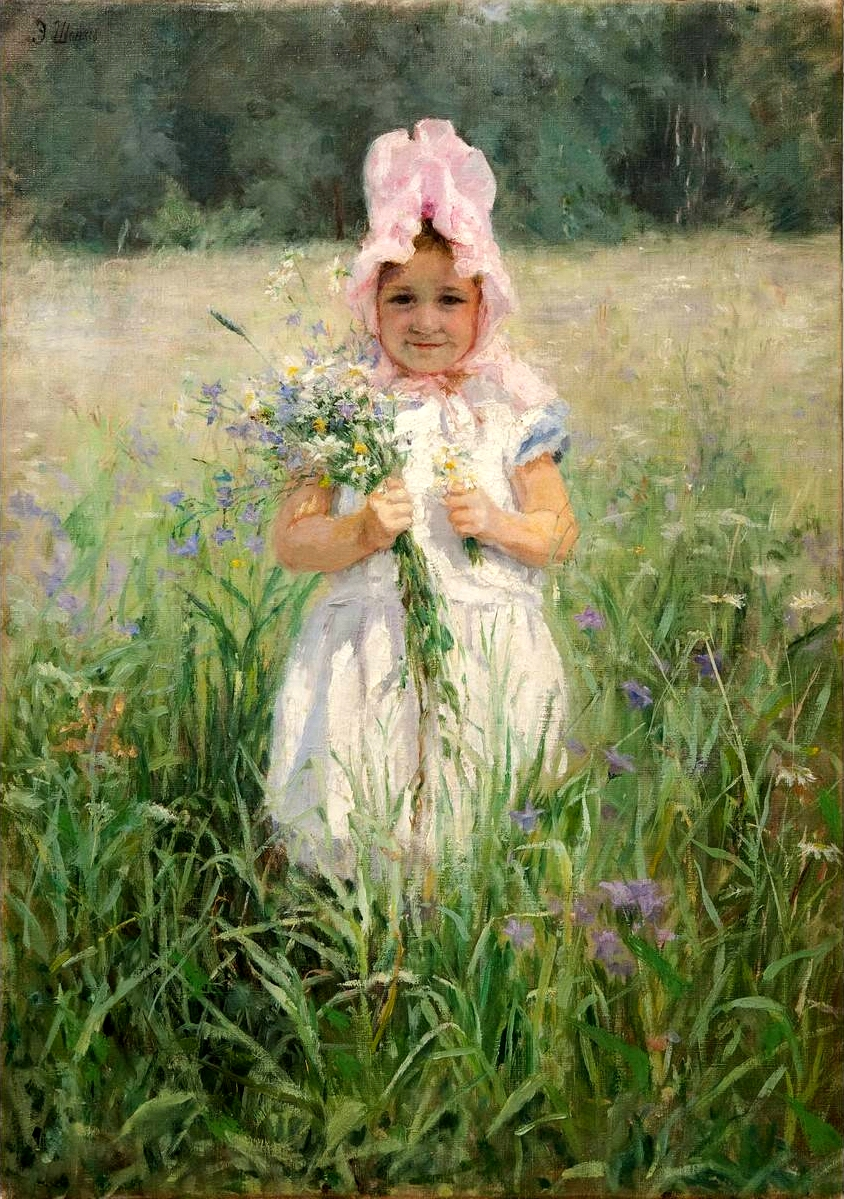
"در میان رنگ ها" (پرترهٔ دختر واسیلی پولنوف ) ، (بین سال‌های ۱۸۹۰ تا ۱۹۰۰) ، رنگ روغن روی بوم - مجموعه خصوصی
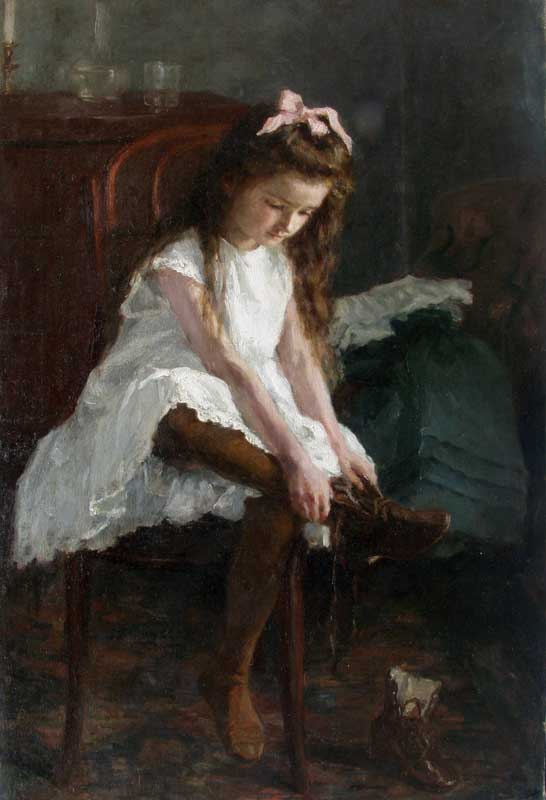
دختر ، (بین سالهای ۱۸۸۰ تا ۱۹۱۵) ، رنگ روغن روی بوم - مجموعه خصوصی
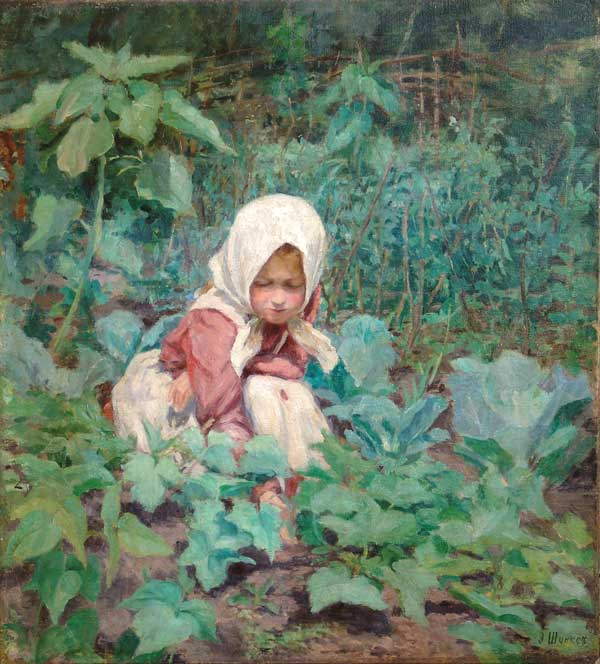
دختری در حال جمع آوری خیار ، رنگ روغن روی بوم - مجموعه خصوصی
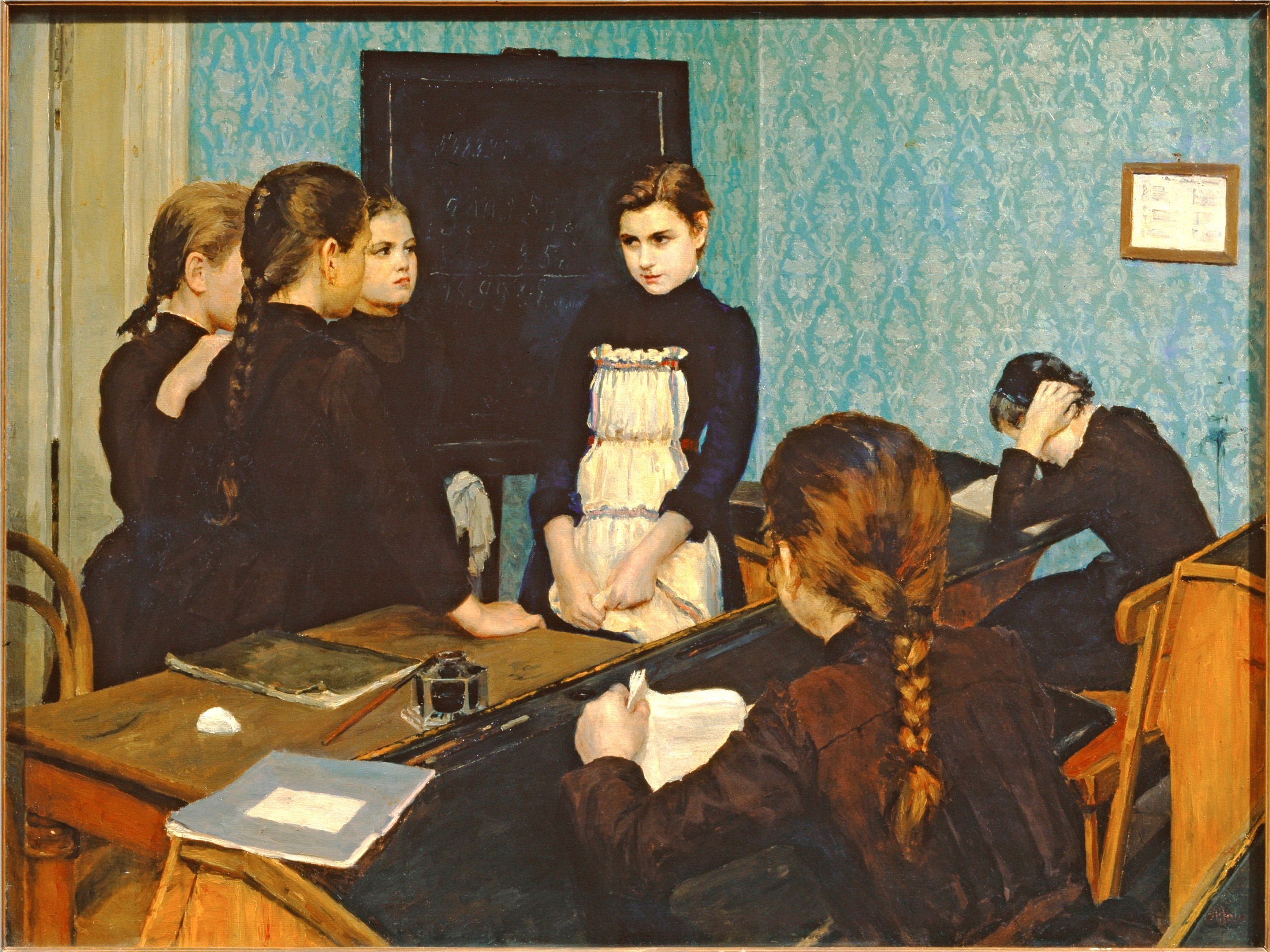
دختر جدید مدرسه (۱۸۹۲) ، رنگ روغن روی بوم - گالری دولتی ترتیاکوف
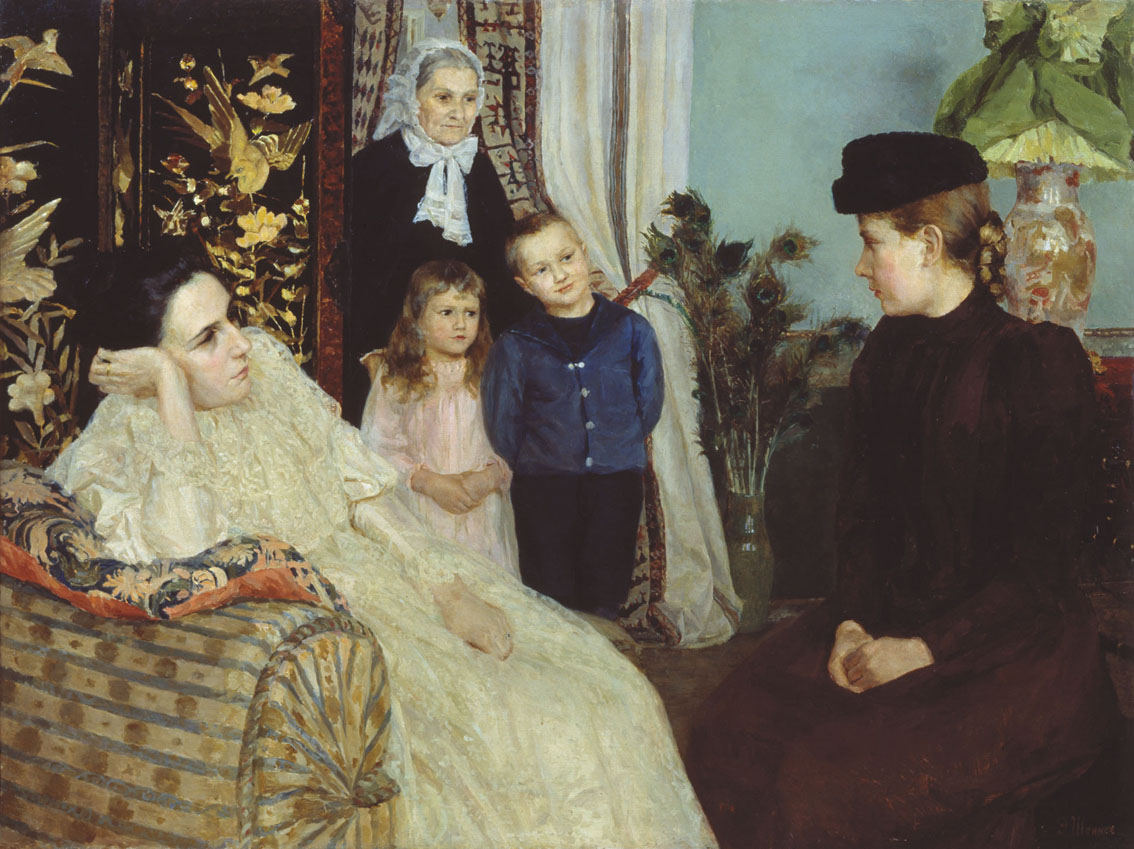
استخدام یک ندیمه ، رنگ روغن روی بوم - موزه هنرهای زیبای منطقه ای تیومن
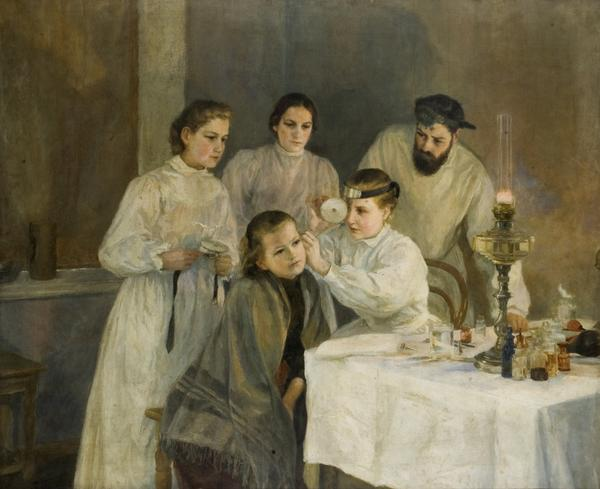
بازرسی گوش ، رنگ روغن روی بوم - موزه چلمزفورد

### نقاشی‌های دیگر
- درس (۱۸۸۷)، متعلق به بخش خصوصی
- برادر بزرگتر، که در سال ۱۸۹۱ با پرودویژینسکی، در مکانی نامعلوم به نمایش گذاشته شد
- چالش، مکان ناشناخته است.
- رد دوات، در نمایشگاه پرودویژینسکی در سال ۱۸۹۴، مکان نامعلوم
- عروسک مورد علاقه من، صاحب ناشناخته و تاریخ نامعلوم
- کار در موزه سیمرانسکی، سامرا
- دو پرتره آیلمر مود و استلا ملدروم،[۱۱] متعلق به بخش خصوصی
- کمی از مسکو، در آکادمی رویال ۱۹۱۶ به نمایش گذاشته‌است
- مسکو صلح آمیز، آکادمی سلطنتی در سال۱۹۱۸به نمایش گذاشت
- پرتره آیلمر مود، متعلق به بخش خصوصی
- پرتره نیل مک للند، حدود سال ۱۸۹۵، متعلق به بخش خصوصی
- پرتره ناتالیا واسیلیننا پولنووا (۱۸۵۸–۱۹۳۱)، همسر واسیلی پولنوف، ۱۸۹۴، موزه پولنووو
- اتاق طلایی تزارینا، اتاق طلایی تزارینا را که متعلق به بخش خصوصی است، به تصویر می‌کشد.

## یادداشت
- نام روسی یاکوفلوا یا ژاکوبلوا یک نام خانوادگی از نام پدرش جیمز است.